# Georgios Tzavelas
Giórgos Tzavélas, (Γεώργιος Τζαβέλας) född 26 november 1987 i Aten, Grekland, är en grekisk fotbollsspelare som spelar för AEK Aten. Tzavélas spelar även för Greklands fotbollslandslag.

## Karriär
Den 30 juni 2021 värvades Tzavélas av AEK Aten.